# Corporación Nacional para el Desarrollo

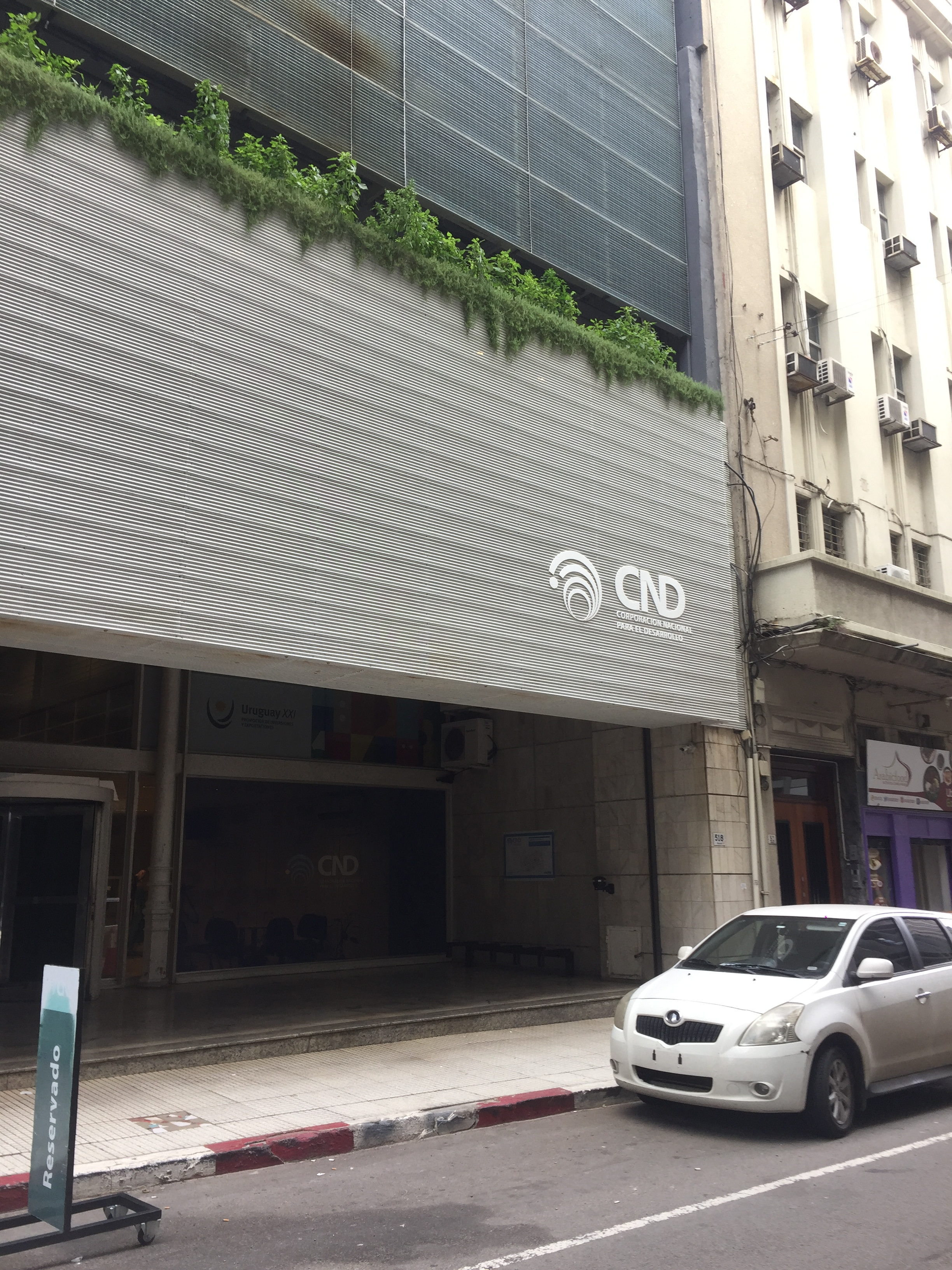
Sitz der CND

Die Corporación Nacional para el Desarrollo (kurz: CND, deutsch Nationale Entwicklungsgesellschaft) ist eine uruguayische nichtstaatliche Anstalt des öffentlichen Rechts, die im Dezember 1985 geschaffen wurde. Das Kapital befindet sich derzeit zu 100 % in Staatsbesitz. Es besteht jedoch die rechtliche Möglichkeit einer privaten Beteiligung von bis zu 40 %. CND wird von Sergio Fernández geleitet.
Hauptsächlich ist CND tätig bei
- der Unterstützung der Entwicklung der Infrastruktur,
- der Zusammenarbeit bei der Verbesserung der Effizienz der Verwaltung des öffentlichen Sektors und
- den Treuhanddienstleistungen für die Strukturierung und das Finanzmanagement von Projekten.

CND ist beteiligt an Corporación Ferroviaria del Uruguay SA (CFU, ein Bahnbauunternehmen), Corporación Nacional Financiera Administradora de Fondos de Inversión SA (CONAFIN AFISA, verwaltet Trusts und Fonds), Corporación Vial del Uruguay SA (CVU, Konzessionär für Straßen) und Servicios Logísticos Ferroviarios SA (SeLF oder SLF, Schienengüterverkehr, 49 %).